# Khawabi
Khawabi (àrab: الخوابي, al-Ḫawābī) és una vila de Síria, situada al nord-oest del país, dins la província de Tartús, famosa per la seva ciutadella medieval anomenada Qala'at al-Khawabi (àrab: قلعة الخوابي, Qalʿat al-Ḫawābī), anomenada pels croats La Coible. En l'edat mitjana, la vila va ser un centre de poder de la secta dels assassins, però actualment la majoria de la població són sunnís.

## Localització
A 20 km al nord-est de Tartous i a 12 km a l'est d'Al-Sawda, Khawabi està en una zona muntanuosa, envoltada per boscos d'oliveres en la serralada costanera de Jabal Bahra. Les poblacions veïnes són: Al-Sawda a l'oest, Al-Annazah al nord-oest, Al-Qamsiyah al nord, Brummanet Raad al nord-est, Al-Shaykh Badr a l'est, Khirbet al-Faras al sud i Bimalkah al sud-oest.

## Demografia
En el cens del 2004 Khawabi tenia 1.039 habitants, els quals eren predominantment sunnites. Antigament la vila tingué una nombrosa comunitat d'ismaïlites, que romangueren fins al segle xx, i la ciutadella (Qala'at Khawabi) va ser un centre de poder de la secta dels assassins fins al segle xii.

## Història

### Època medieval
Com molts altres castells de Síria, el de Khawabi té els seus orígens en l'època dels fenicis (1200 - 539 aC). El 985 el geògraf Al-Muqaddassí anotà que la ciutadella de Khawabi formava part del districte militar d'Homs (Jund Hims) durant el domini dels abbàssides. El 1025 la ciutadella fou restaurada pels romans d'Orient. Khawabi després fou possessió de Mohammed Bin Ali Bin Hamed.
Els croats, que l'anomenaven La Coible, la van comprar a Bin Hamed el 1111. Tanmateix, l'autor i expert en estudis ismaïlís, Peter Willey, dubta que alguna vegada fos possessió dels croats, ja que no s'ha conservat cap document que ho confirmi, i creu que sempre va ser una amenaça per als croats tenint en compte la seva situació. Poc després que el grup de Nizar ibn al-Mustànsir (també coneguts com els assassins) capturaren Masyaf el 1141, anaren a conquerir Qalaat Khawabi. El cap ismaïlita d'aquell moment, Rashid al-Din Sinan, feu renovar i ampliar la ciutadella el 1160, Khawabi esdevindria un centre de l'ismaïlisme. Part de les obres manades per Sinan incloïen la construcció d'una torre a l'entrada de la ciutadella i la renovació d'alguns murs. Khawabi fou geoestratègicament important per als ismaïlins, ja que donava protecció a altres castells musulmans situats en les muntanyes més al sud-oest.
Després que els ismailís assassinaren Ramon, el primogènit de Bohemon de Trípoli i Antioquia, a l'interior de la catedral de Tartús, Bohemon i un grup de templers, assaltaren en venjança Khawabi l'any 1214. Els ismaïlins demanaren ajut al governant aiúbida d'Alep, Adh-Dhàhir, el qual apel·là al seu oncle Al-Àdil I, que era soldà d'Egipte. L'exèrcit enviat per Az-Zahir's patí una emboscada pels croats a Jabal Bahra, a prop de Khawabi. Però tot seguit, el fill d'Al-Àdil, Al-Muàddham que era emir de Damasc envià diversos atacs ràpids pel Comtat de Trípoli, destruint moltes viles. Bohemon es veié forçat a abandonar Khawabi i disculpar-se amb az-Zahir.
Els ismaïlins mantingueren el control de Khawabi fins als començaments del govern mameluc a Síria. El 1273 el soldà mameluc Bàybars I annexà la vila al seu imperi i destruí la ciutadella. Des d'aquell moment els ismaïlins que romangueren a Khawabi ja no tingueren més que una limitada autonomia. Les restes de la destruïda fortalesa es van aprofitar per usos agrícoles i algunes pedres per fer cases. El 1484 el soldà mameluc Qàït-bay afavorí l'economia local acabant amb l'acostumada taxa sobre els productes tèxtils, el ramat sacrificat i la fabricació de calçat.

### Època otomana
Durant l'era otomana (1516-1918), Khawabi formà part de la comarca homònima (Nahiyah Havabi) Formava part del districte de Trípoli (sanjak), que era part d'un districte encara més gran, l'eyalat de Trípoli. El 1563 Khawabi fou segregada per formar, juntament amb altres localitats costaneres, el nou sanjaq de Jableh. La família dels Sha'ir, procedents de Trípoli, van ser els governansts de Khawabi al segle xviii, després que foren desposseïts de Batrun.
El 1831 Khawabi esdevingué un dels 13 subdistrictes del sanjaq de Latakia que, en aquell temps estava sota els governadors d'Acre. El 1865 hi hagué una reorganització administrativa i Khawabi passà a formar part del sanjaq de Margat, que era part de la província de Trípoli. Els otomans hi construïren una mesquita el 1892-93 que porta el nom del soldà Abdul Hamid II. La regió administrativa de Khawabi estava habitada per una mescla de sectes religioses, segons el cens del 1878: els alauites constituïen el 47% de la població, que era un total de 1.837 persones, els ismaïlins eren el 19%, els cristians ortodoxos el 15%, el sunnís el 14% i els cristians maronites el 5%.

### Època moderna
Els anys 1918-19, durant el començament del Mandat francès per Síria i el Líban, el centre de la nahiyah fou transferit a Al-Sawda per les autoritats franceses, a conseqüència de la participació de Khawabi en la revolta siriana comandada per Sheikh Salih al-Ali, un xeic alauita, que havia fer servir la ciutadella per emmagatzemar armament durant la revolta. La majoria dels habitants que eren ismaïlins van ser evacuats a les viles de la rodalia mentre que una minoria emigraren a ciutats amb majoria ismaïlina com Masyaf i Salamiyya. Les autoritats franceses calaren foc a la ciutadella.
En aquesta època, Khawabi perdé importància comercial respecte a Al-Sawda. Mentre Khawabi declinava ràpidament, Al-Sawda esdevingué un centre dinàmic regional, amb la construcció d'un hospital, una escola d'ensenyament secundari i moltes botigues. La població ismaïlina ha continuat minvant des del 1930 i sembla que ja no queda cap de les famílies originàries. En l'actualitat la majoria són sunnís. Molts dels antics ismaïlins marxaren per disputes amb els nouvinguts sunnís, per qüestions sobre terres i queviures. Les disputes van fer que els sunnís invitessin les milícies alauites a anar-hi i atacar-los. Uns 100 residents van ser morts i milers de la zona van fugir cap a Tartús. Alguns dels ismaïlins de Khawabi van ser deportats a un llogaret anomenat Aqir Zayti.
Entre el 1970 i el 1998 la majoria de les fortaleses el nord del país van ser desmantellades. Els actuals habitants pertanyen a vuit famílies principals i són autosuficients. Encara que tenen connexió a la xarxa elèctrica, no tenien línia telefònica l'any 1998. Una casa adjacent a la ciutadella, fa la funció de residència de l'alcalde. La ciutadella està actualment enregistrada com a propietat privada, pertanyent a la Direcció d'Antiguitats i Museus de Síria.

## Descripció de la fortalesa
Qala'at Khawabi fa 350 metres per 200 m d'amplada i ocupa en total una superfície de 70.000 m². té una entrada única que està precedida per dues tramades d'escala no gaire estretes per poder-les pujar a cavall. En el primer tram hi ha 20 esglaons, i després d'un descans està el segon tram que en té 40, llavors s'arriba a la portalada, que està situada al nord. La portalada té és una torre de doble entrada, que està protegida per un sostre de volta, i amb finestres al pis superior.
La fortalesa consisteix en dues seccions principals, una és Harat Rashid al-Din Sinan (també dit les cambres de Bayt al-Agha) i l'altra és Harat al-Saki. La primera secció ocupa la part alta de la ciutadella i conserva algunes de les característiques històriques, amb l'excepció del rebost i els estables, que es van destruir per la construcció del nou edifici en la dècada del 1990. Les parts visibles del mur en aquesta zona tenen un reforç prim de ciment, típic dels dissenys arquitectònics de finals del període otomà. Harat al-Saki reté bona part del seu caràcter històric, encara que està en ruïnes. Encara que alguns dels residents de la ciutadella hi han construït noves parts per viure-hi i han enderrocat parts dels antics murs, la majoria dels residents de Harat al-Saki han preferit situar la seva casa fora de la ciutadella.
En l'extrem est de Qala'at Khawabi estan les principals defenses de la fortalesa, està fortament construït amb contraforts. A l'est estan també les cambres per a l'emmagatzematge d'aigua. Al centre està la ciutadella pròpiament dita, protegida amb doble muralla. Hi ha un estret passadís que va de nord a sud, des del qual surten dos camins un cap a cada secció. Pel que fa als carreus hi ha diferència d'opinió, Willey creu que estan treballats amb finor, però Ross Burns els troba insuficientment acurats.